# Імперіал (Міссурі)
Імперіал (англ. Imperial) — переписна місцевість (CDP) в США, в окрузі Джефферсон штату Міссурі. Населення — 4407 осіб (2020).

## Географія
Імперіал розташований за координатами 38°21′9″ пн. ш. 90°22′55″ зх. д. / 38.35250° пн. ш. 90.38194° зх. д. (38.352597, -90.381988).  За даними Бюро перепису населення США в 2010 році переписна місцевість мала площу 15,65 км², з яких 13,61 км² — суходіл та 2,04 км² — водойми.

## Демографія
Згідно з переписом 2010 року, у переписній місцевості мешкало 4709 осіб у 1769 домогосподарствах у складі 1297 родин. Густота населення становила 301 особа/км².  Було 1871 помешкання (120/км²).
Расовий склад населення:
| - 97,5 % — білих - 1,1 % — азіатів - 0,3 % — корінних американців - 0,3 % — чорних або афроамериканців |

До двох чи більше рас належало 0,8 %. Частка іспаномовних становила 1,2 % від усіх жителів.
За віковим діапазоном населення розподілялося таким чином: 24,8 % — особи молодші 18 років, 64,6 % — особи у віці 18—64 років, 10,6 % — особи у віці 65 років та старші. Медіана віку мешканця становила 38,0 року. На 100 осіб жіночої статі у переписній місцевості припадало 103,7 чоловіків;  на 100 жінок у віці від 18 років та старших — 100,2 чоловіків також старших 18 років.
Середній дохід на одне домашнє господарство  становив 68 435 доларів США (медіана — 53 903), а середній дохід на одну сім'ю — 74 484 долари (медіана — 61 821). Медіана доходів становила 50 388 доларів для чоловіків та 35 714 долари для жінок. За межею бідності перебувало 7,0 % осіб, у тому числі 9,8 % дітей у віці до 18 років та 1,2 % осіб у віці 65 років та старших.
Цивільне працевлаштоване населення становило 2306 осіб. Основні галузі зайнятості: науковці, спеціалісти, менеджери — 15,9 %, освіта, охорона здоров'я та соціальна допомога — 15,7 %, роздрібна торгівля — 10,4 %, виробництво — 9,3 %.